# Étréjust
Étréjust (en picard: Utruju) est une commune française située dans le département de la Somme, en région Hauts-de-France.

## Géographie

### Localisation
Étréjust est un village picard du Vimeu. 
À vol d'oiseau, la localité est située à 7 km au sud-ouest d'Airaines, 10 km au sud-est de Oisemont, 22 km au sud-est d'Abbeville et à 29 km à l'ouest d'Amiens. 
Le territoire de la commune est limitrophe de ceux de cinq communes. 
Les communes limitrophes sont  Avesnes-Chaussoy, Belloy-Saint-Léonard, Heucourt-Croquoison, Métigny et Épaumesnil.

### Hydrographie
La commune est située dans le bassin Artois-Picardie. Elle n'est drainée par aucun cours d'eau.

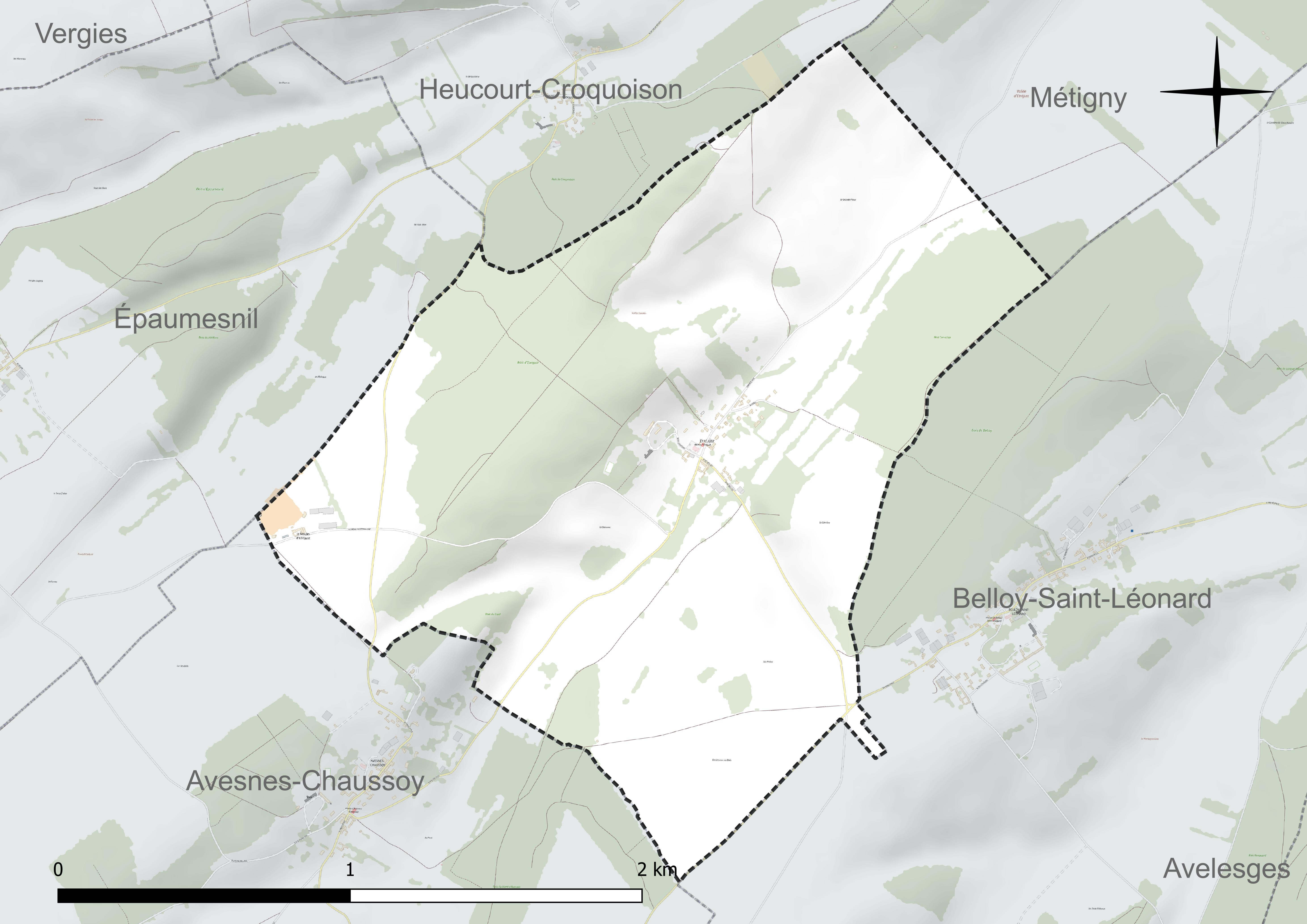
Réseau hydrographique d'Étréjust.

### Climat
Pour des articles plus généraux, voir Climat des Hauts-de-France et Climat de la Somme.
En 2010, le climat de la commune est de type climat océanique altéré, selon une étude du CNRS s'appuyant sur une série de données couvrant la période 1971-2000. En 2020, Météo-France publie une typologie des climats de la France métropolitaine dans laquelle la commune est exposée à un climat océanique et est dans la région climatique Côtes de la Manche orientale, caractérisée par un faible ensoleillement (1 550 h/an) ; forte humidité de l'air (plus de 20 h/jour avec humidité relative > 80 % en hiver), vents forts fréquents.
Pour la période 1971-2000, la température annuelle moyenne est de 10,2 °C, avec une amplitude thermique annuelle de 13,4 °C. Le cumul annuel moyen de précipitations est de 776 mm, avec 12,7 jours de précipitations en janvier et 8,4 jours en juillet. Pour la période 1991-2020, la température moyenne annuelle observée sur la station météorologique la plus proche, située sur la commune d'Oisemont à 10 km à vol d'oiseau, est de 11,1 °C et le cumul annuel moyen de précipitations est de 801,4 mm,. Pour l'avenir, les paramètres climatiques de la commune estimés pour 2050 selon différents scénarios d'émission de gaz à effet de serre sont consultables sur un site dédié publié par Météo-France en novembre 2022.

## Urbanisme

### Typologie
Au 1er janvier 2024, Étréjust est catégorisée commune rurale à habitat très dispersé, selon la nouvelle grille communale de densité à sept niveaux définie par l'Insee en 2022.
Elle est située hors unité urbaine. Par ailleurs la commune fait partie de l'aire d'attraction d'Amiens, dont elle est une commune de la couronne,. Cette aire, qui regroupe 369 communes, est catégorisée dans les aires de 200 000 à moins de 700 000 habitants,.

### Occupation des sols
L'occupation des sols de la commune, telle qu'elle ressort de la base de données européenne d'occupation biophysique des sols Corine Land Cover (CLC), est marquée par l'importance des territoires agricoles (69,9 % en 2018), une proportion sensiblement équivalente à celle de 1990 (70,2 %). La répartition détaillée en 2018 est la suivante : 
terres arables (55,2 %), forêts (30,1 %), prairies (14,7 %). L'évolution de l'occupation des sols de la commune et de ses infrastructures peut être observée sur les différentes représentations cartographiques du territoire : la carte de Cassini (XVIIIe siècle), la carte d'état-major (1820-1866) et les cartes ou photos aériennes de l'IGN pour la période actuelle (1950 à aujourd'hui).

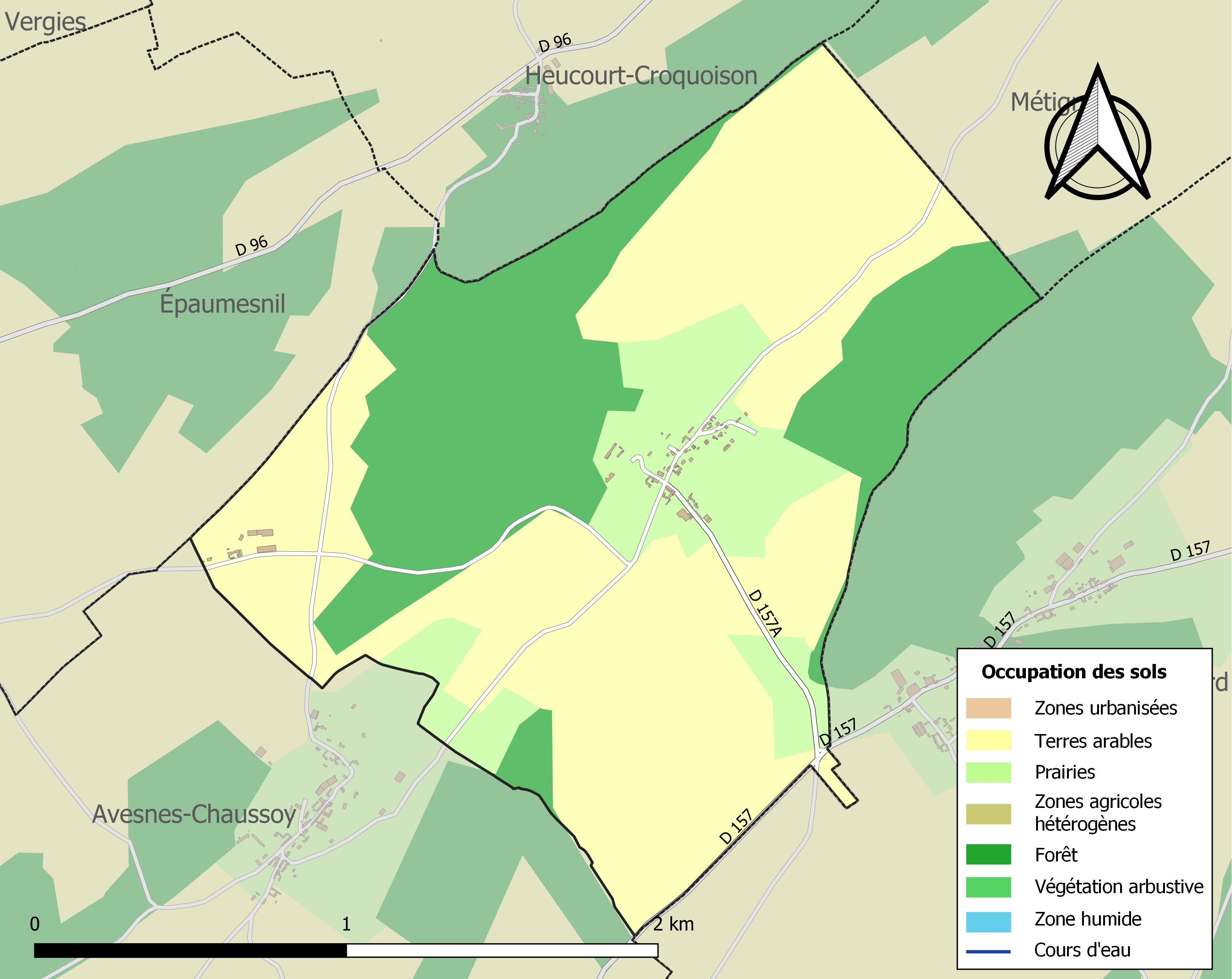
Carte des infrastructures et de l'occupation des sols de la commune en 2018 (CLC).

## Toponymie
Le nom de la localité est attesté sous les formes Estroisils en 1131 ; Estruisuiz en 1131 ; Estrujuiez en 1131 ; Struisuis en 1135 ; Strusiu en 1137 ; Struiseux en 1166 ; Estrisis en 1176 ; Struisiis, Estruisix, Struisils en 1177 ; Estrivisiex en 1301 ; Etréjus en 1376 ; Estruiseulx en 1507 ; Estrujeu en 1637 ; Estrujeux en 1646 ; Estinheux en 1648 ; Estruine en 1657 ; Estrujus en 1657 ; Etrejeu en 1733 ; Etrujeux en 1736 ; Estréjus en 1772 ; Estrejeux en 1750 ; Estrieux en 1753 ; Estrujus en 1782 ; Etrejust en 1850.

## Histoire
Aléaume de Fontaines, seigneur de Longpré a possédé la seigneurie. Il a fait don à l'église de reliques rapportées de la Croisade
.
Un tiers des dîmes est dévolu à l'abbaye de Sélincourt.
Les de Fontaines ont conservé la seigneurie jusqu'en 1698.
En 1698, M. d'Hivernay, avocat à Paris acquiert le château qui est revendu en 1780 à M. de Carvoisin, marquis d'Achy.
En 1787, il passe aux Roussel de Belloy, seigneurs de Dromesnil.

## Politique et administration

### Rattachements administratifs et électoraux
La commune se trouvait jusqu'en 2009 dans l'arrondissement d'Amiens du département de la Somme. De 2009 à 2016, elle est intégrée à l'arrondissement d'Abbeville, avant de réintégrer le 1er janvier 2017 l'arrondissement d'Amiens. Pour l'élection des députés, elle fait partie depuis 2012 de la troisième circonscription de la Somme.
Elle faisait partie depuis 1801 du canton d'Oisemont. Dans le cadre du redécoupage cantonal de 2014 en France, la commune est intégrée au canton de Poix-de-Picardie.

### Intercommunalité
La commune était membre de la petite communauté de communes de la Région d'Oisemont (CCRO), créée au 1er janvier 1995.
Dans le cadre des dispositions de la loi portant nouvelle organisation territoriale de la République du 7 août 2015, qui prévoit que les établissements publics de coopération intercommunale (EPCI) à fiscalité propre doivent avoir un minimum de 15 000 habitants, la préfète de la Somme propose en octobre 2015 un projet de nouveau schéma départemental de coopération intercommunale (SDCI) qui prévoit la réduction de 28 à 16 du nombre des intercommunalités à fiscalité propre du département.
Ce projet prévoit la « fusion des communautés de communes du Sud-Ouest Amiénois, du Contynois et de la région d'Oisemont  », le nouvel ensemble de 37 412 habitants regroupant 120 communes,. À la suite de l'avis favorable de la commission départementale de coopération intercommunale en janvier 2016, la préfecture sollicite l'avis formel des conseils municipaux et communautaires concernés en vue de la mise en œuvre de la fusion.
La communauté de communes Somme Sud-Ouest (CC2SO), dont est désormais membre la commune, est ainsi créée au 1er janvier 2017.

### Liste des maires
| Période                                  | Période                      | Identité         | Étiquette | Qualité |
| ---------------------------------------- | ---------------------------- | ---------------- | --------- | ------- |
| Les données manquantes sont à compléter. |                              |                  |           |         |
| mars 2001                                | 2020                         | Roger Beaucourt, |           |         |
| 2020                                     | En cours (au 8 octobre 2020) | Céline Beaucourt |           |         |

## Population et société

### Démographie
L'évolution du nombre d'habitants est connue à travers les recensements de la population effectués dans la commune depuis 1793. Pour les communes de moins de 10 000 habitants, une enquête de recensement portant sur toute la population est réalisée tous les cinq ans, les populations de référence des années intermédiaires étant quant à elles estimées par interpolation ou extrapolation. Pour la commune, le premier recensement exhaustif entrant dans le cadre du nouveau dispositif a été réalisé en 2007.

En 2022, la commune comptait 41 habitants, en évolution de −10,87 % par rapport à 2016 (Somme : −1,26 %, France hors Mayotte : +2,11 %).
| 1793 | 1800 | 1806 | 1821 | 1831 | 1836 | 1841 | 1846 | 1851 |
| ---- | ---- | ---- | ---- | ---- | ---- | ---- | ---- | ---- |
| 257  | 226  | 287  | 256  | 240  | 231  | 216  | 212  | 198  |

| 1856 | 1861 | 1866 | 1872 | 1876 | 1881 | 1886 | 1891 | 1896 |
| ---- | ---- | ---- | ---- | ---- | ---- | ---- | ---- | ---- |
| 190  | 189  | 187  | 185  | 177  | 187  | 190  | 181  | 157  |

| 1901 | 1906 | 1911 | 1921 | 1926 | 1931 | 1936 | 1946 | 1954 |
| ---- | ---- | ---- | ---- | ---- | ---- | ---- | ---- | ---- |
| 153  | 126  | 100  | 96   | 75   | 68   | 63   | 57   | 61   |

| 1962 | 1968 | 1975 | 1982 | 1990 | 1999 | 2006 | 2007 | 2012 |
| ---- | ---- | ---- | ---- | ---- | ---- | ---- | ---- | ---- |
| 57   | 54   | 48   | 47   | 40   | 39   | 43   | 43   | 44   |

| 2017 | 2022 | - | - | - | - | - | - | - |
| ---- | ---- | - | - | - | - | - | - | - |
| 44   | 41   | - | - | - | - | - | - | - |

### Enseignement
Dès avant 1700, le village a son école.

## Culture locale et patrimoine

### Lieux et monuments
- Église Saint-Martin.
- L'Éveil, sculpture de Marie-Claire de Filippi, réalisée à la fin des années 1980, donnée par l'artiste à la commune et placée devant l'église en 2007.
- Château d'Étréjust, construit en brique et pierre au XVIIe siècle, et son parc[33]. Les façades et toitures du château sont inscrites aux Monuments historiques depuis 1986[34].

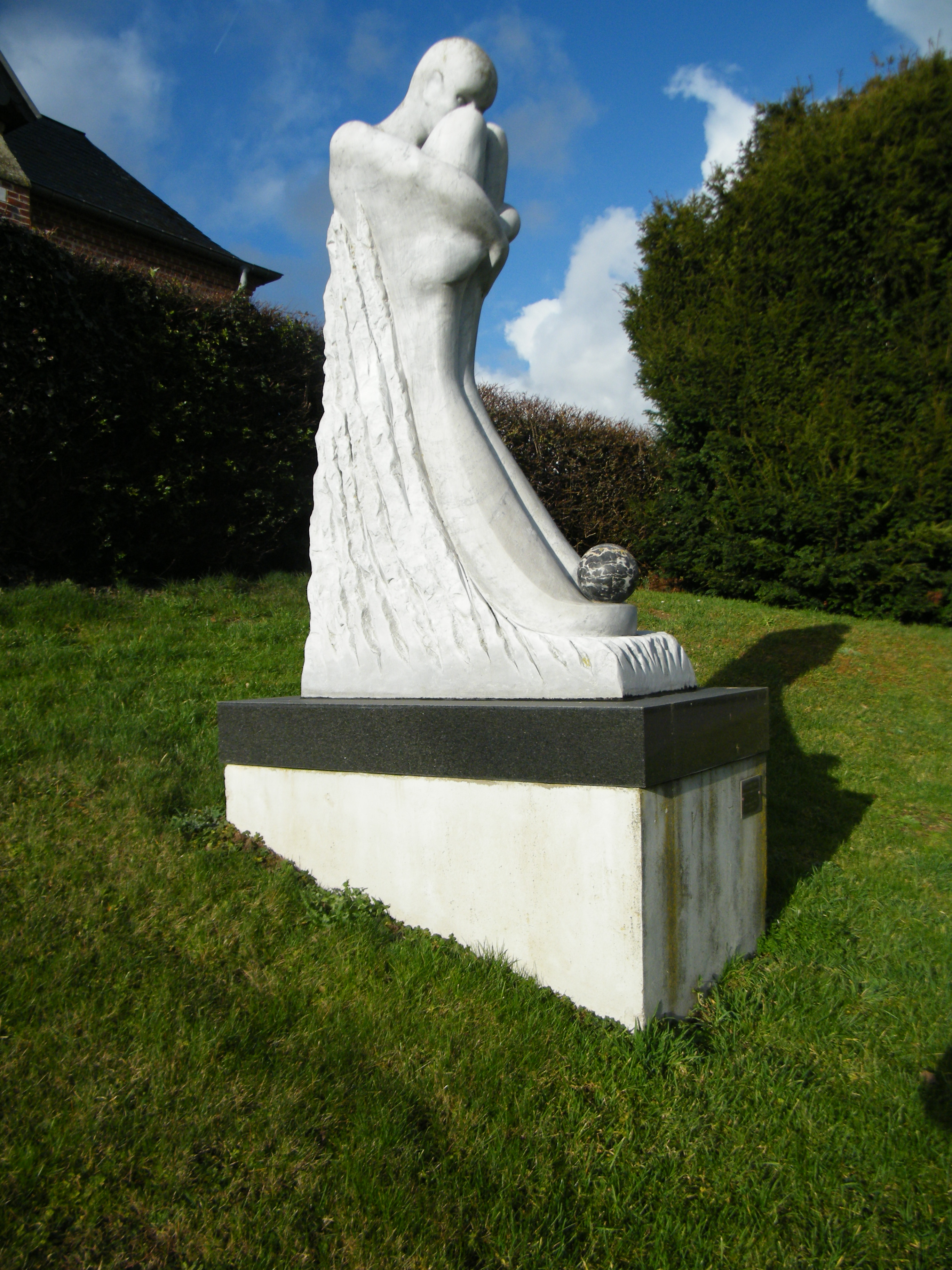
« L'Éveil ».
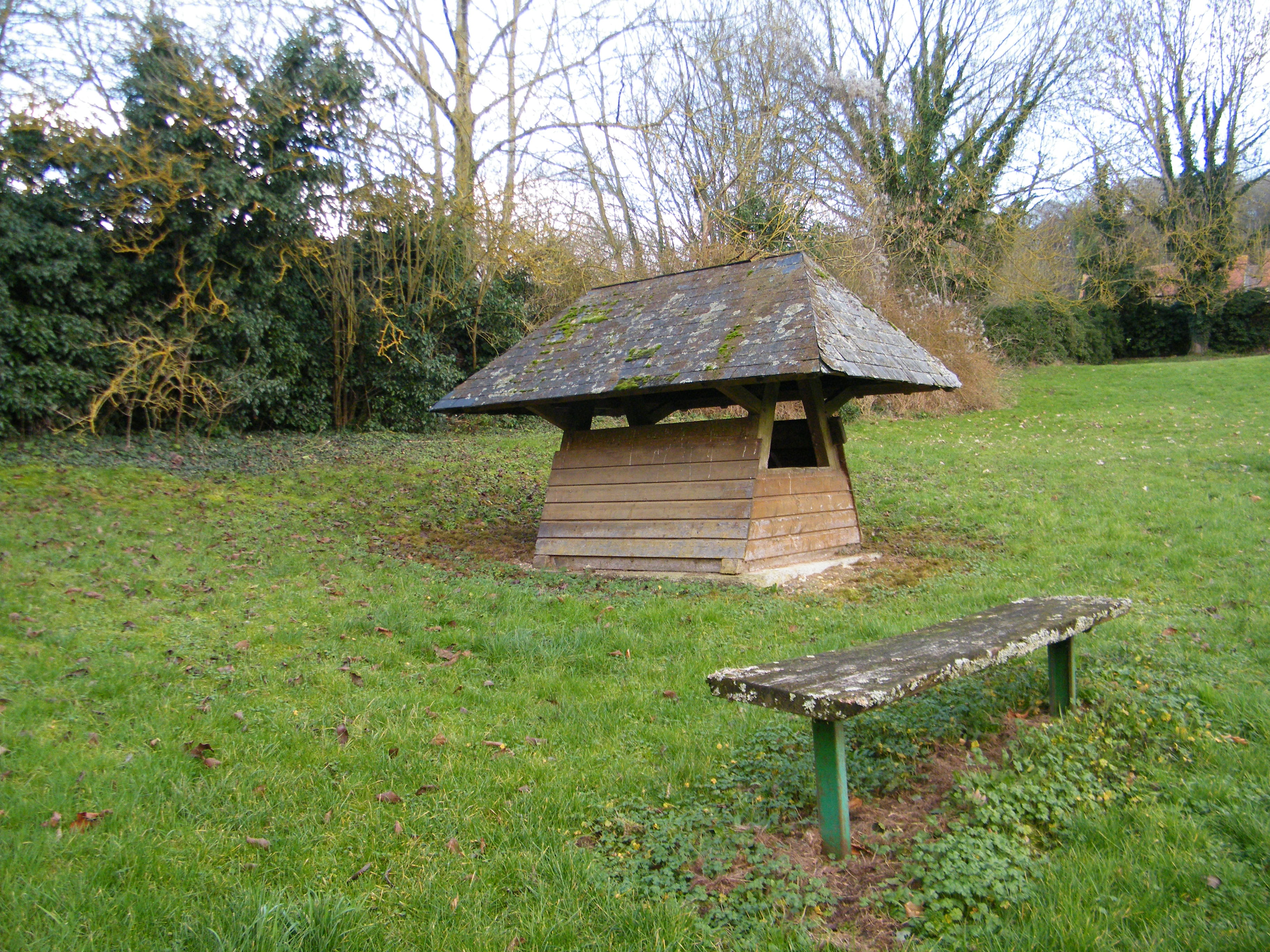
Puits patrimonial.
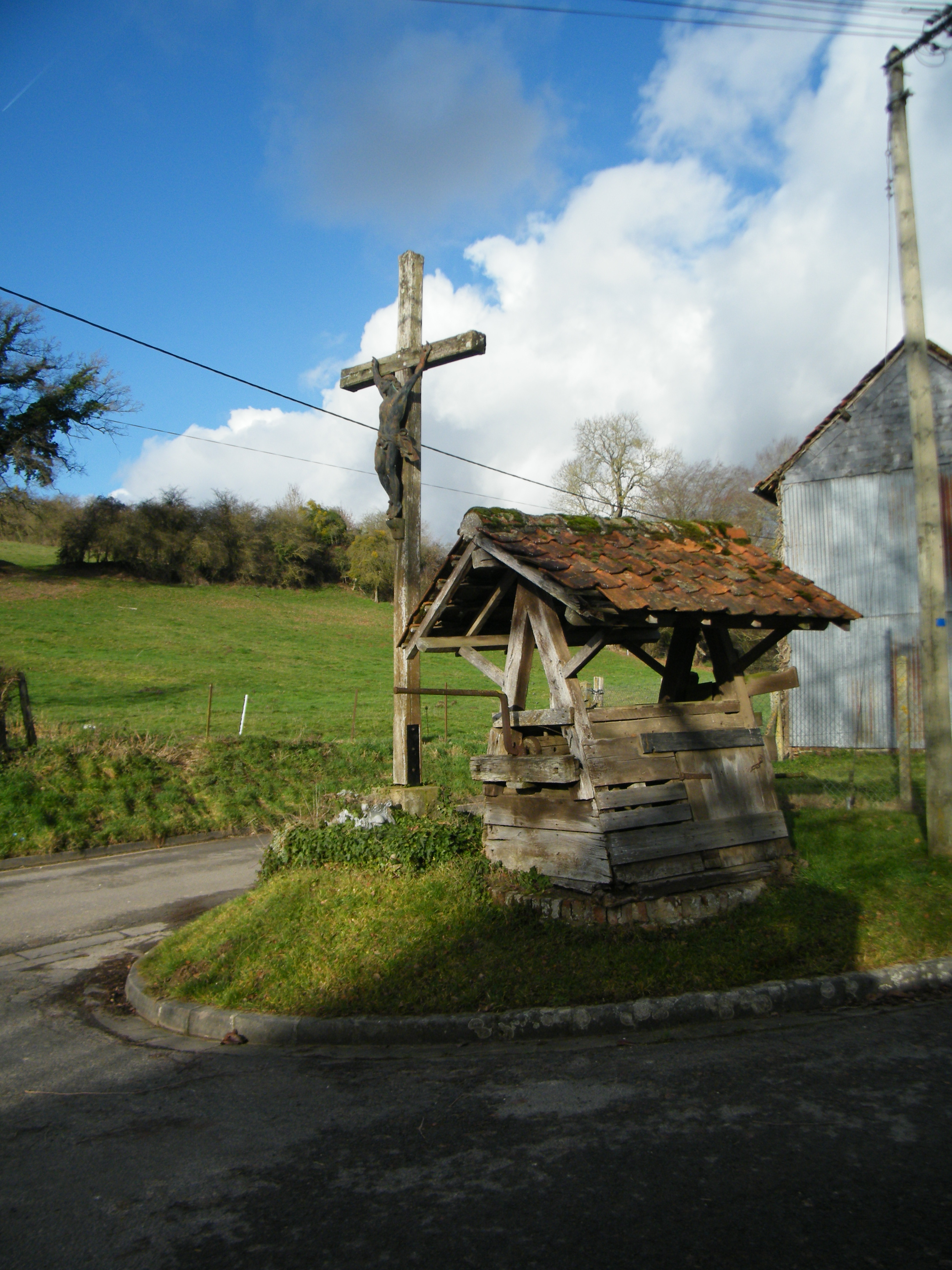
Calvaire et puits anciens.
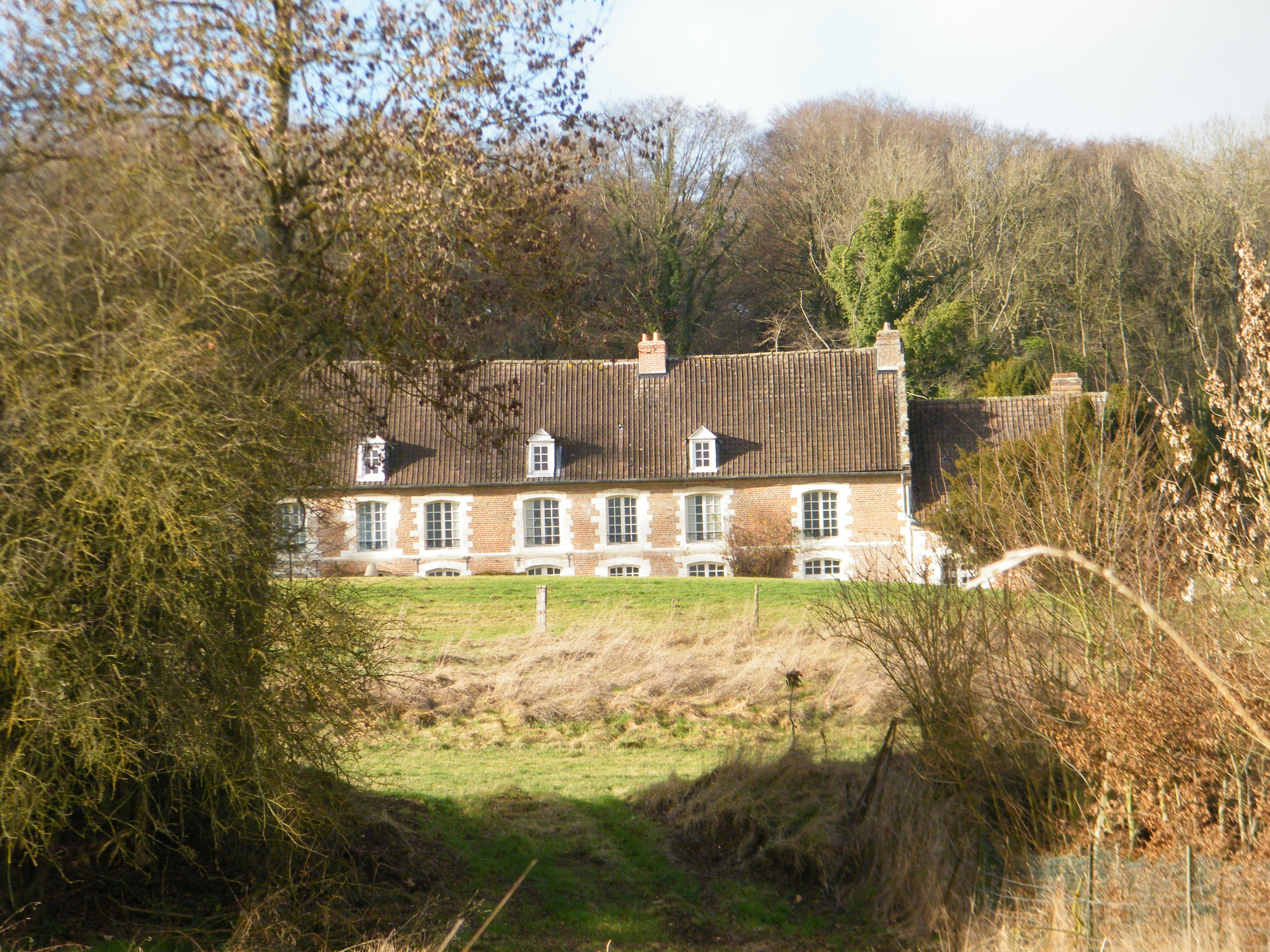
Château.
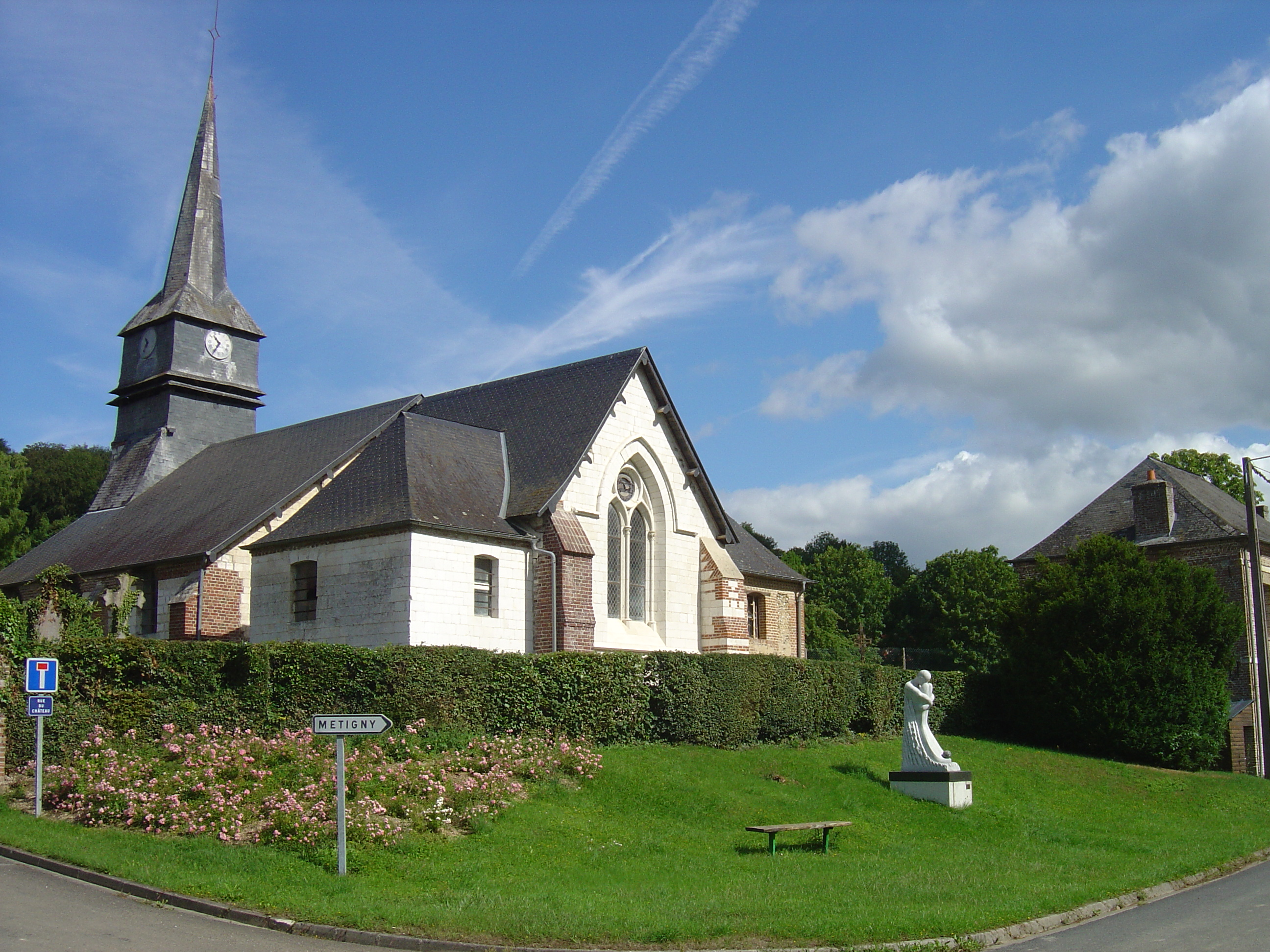
L'église
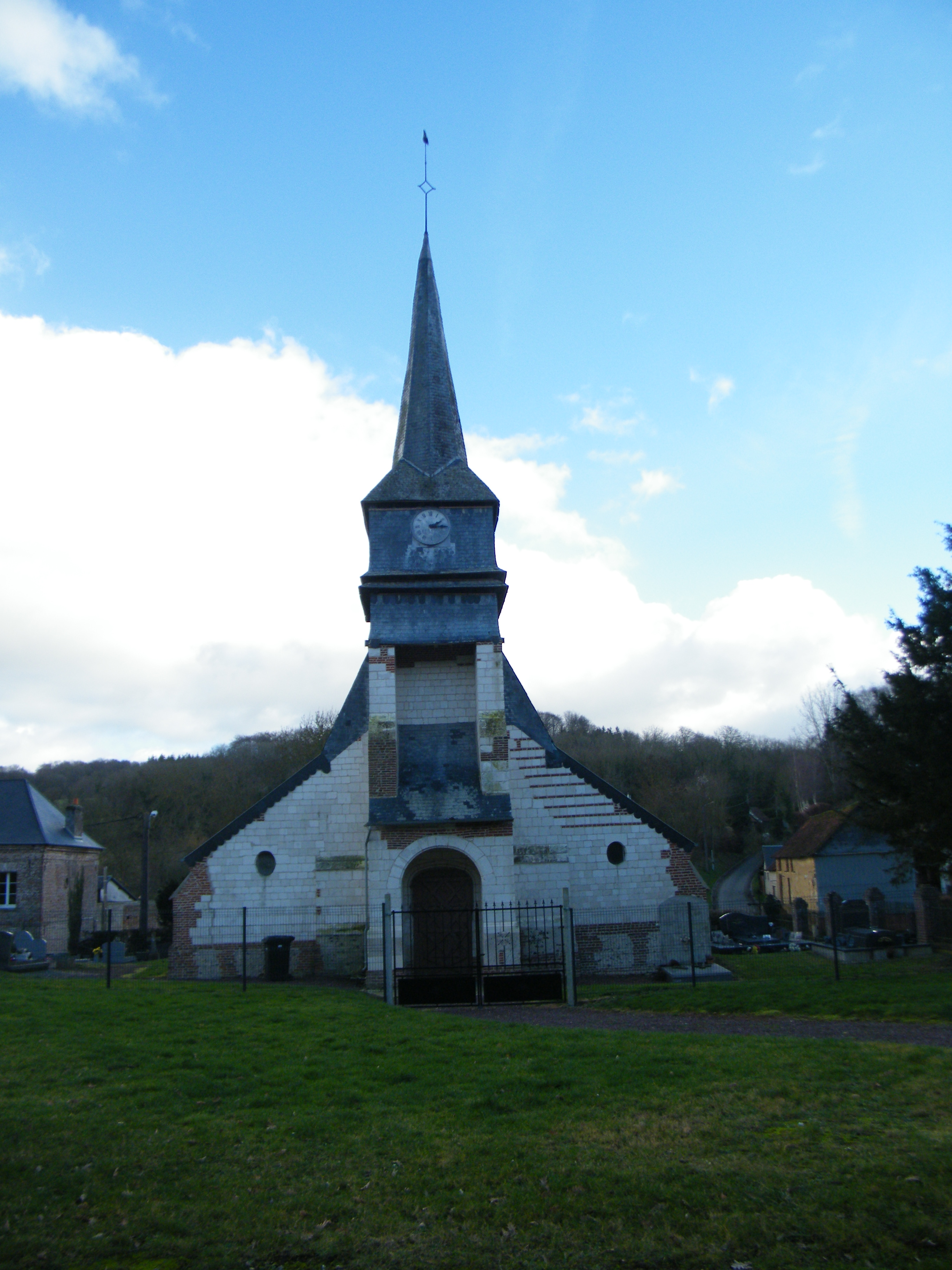
Façade de l'église.